# Simulium omutaense
Simulium omutaense är en tvåvingeart som beskrevs av Kazuo Ogata och Sasa 1954. Simulium omutaense ingår i släktet Simulium och familjen knott. Inga underarter finns listade i Catalogue of Life.